# Euchalcia siderifera
Euchalcia siderifera is een vlinder uit de familie uilen (Noctuidae). De wetenschappelijke naam is voor het eerst geldig gepubliceerd in 1846 door Eversmann.
De soort komt voor in Europa.